# Parlatoria asiatica
Parlatoria asiatica är en insektsart som beskrevs av Borchsenius 1949. Parlatoria asiatica ingår i släktet Parlatoria och familjen pansarsköldlöss. Inga underarter finns listade i Catalogue of Life.